# هوسكا
هوسكا (بالتشيكية: Houska)‏ هو نوع من لفافة الخبز التقليدية يُخبز ويُستهلك في جمهورية التشيك.

## طريقة التحضير
يُحضر من طحين القمح أو بأنواع أخرى من الطحين، والماء، والخميرة، والملح. غالبًا ما تُغطى بالبذور مثل بزر الخشخاش، وبذور الكروياء، وبذور الكتان أو ملح البحر. كفلي هو شكل آخر مشابه أو مطابق من حيث المكونات، وطريقة التحضير، والطعم، والحجم، والسعر.